# Chang'an (köping i Kina, Zhejiang)
Chang'an (kinesiska: 常安, 常安镇) är en köping i Kina. Den ligger i provinsen Zhejiang, i den östra delen av landet, omkring 48 kilometer sydväst om provinshuvudstaden Hangzhou. Antalet invånare är 15052. Befolkningen består av 7 171 kvinnor och 7 881 män. Barn under 15 år utgör 12,0 %, vuxna 15-64 år 71 %, och äldre över 65 år 15,0 %.
Genomsnittlig årsnederbörd är 2 207 millimeter. Den regnigaste månaden är juni, med i genomsnitt 474 mm nederbörd, och den torraste är januari, med 82 mm nederbörd.